# Tropidia bambusifolia
Tropidia bambusifolia är en orkidéart som först beskrevs av George Henry Kendrick Thwaites, och fick sitt nu gällande namn av Henry Trimen. Tropidia bambusifolia ingår i släktet Tropidia och familjen orkidéer. Inga underarter finns listade i Catalogue of Life.